# Natalija Korolewska

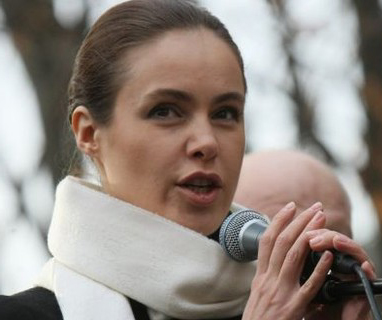
Natalija Korolewska (2012)

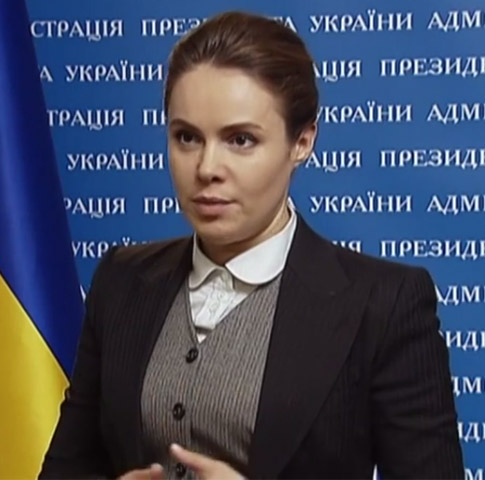
Natalija Korolewska (2014)

Natalija Jurijiwna Korolewska (ukrainisch Наталія Юріївна Королевська; russisch Наталия Юрьевна Королевская/Natalija Jurjewna Korolewskaja; * 18. Mai 1975 in Krasnyj Lutsch, Ukrainische SSR) ist eine ukrainische Unternehmerin, Politikerin und war ab 27. Dezember 2012 Ministerin für Sozialpolitik im Kabinett von Mykola Asarow. Sie ist Vorsitzende der aus der Ukrainischen Sozialdemokratischen Partei (USDP) hervorgegangenen Partei Ukraine – Vorwärts!.

## Ausbildung und Beruf
Korolewska absolvierte eine akademische Ausbildung und trägt den Titel einer Kandidatin der Ökonomie. Nach ihrem Studium absolvierte sie eine Businesskarriere und war von 2001 bis 2006 Vorsitzende des Aufsichtsrates des Unternehmens Luganskkholod, einem der größten Lebensmittelkonzerne der Ukraine, welcher unter anderem Speiseeis unter dem Markennamen Korolevskoe herstellt und vertreibt. In Medienberichten wurde Korolewska wiederholt als Millionärin bezeichnet.

## Politik
Bei den Parlamentswahl 2006 und 2007 wurde Korolewska für die Partei Batkiwschtschyna, die dem Blok Juliji Tymoschenko (BJuT) angehört, in die Werchowna Rada gewählt. Korolewska unterstützte die Kandidatur von Julija Tymoschenko bei den Präsidentschaftswahlen 2010. Von 2005 bis 2011 war sie Mitglied in der Partei Allukrainische Vereinigung „Vaterland“. Im Dezember 2011 wurde sie zur Vorsitzenden der Ukrainischen Sozialdemokratischen Partei (USDP) gewählt. Kurz darauf benannte sie diese Partei in Україна – Вперед! um. 
Im März 2012 wurde Korolewska mit der Begründung aus der BJuT-Fraktion ausgeschlossen, sie habe mit der Regierung des Präsidenten Janukowytsch kooperiert.
Korolewska und ihre Partei betrieben für die Parlamentswahlen 2012 einen intensiven Wahlkampf. Sie bezeichnete sich dabei stets als Oppositionspolitikerin mit einer europäischen und sozialdemokratischen Vision und verneinte explizit eine mögliche Zusammenarbeit mit der Partei der Regionen nach den Wahlen. Kritiker warfen ihr hingegen vor, der Wahlkampf ihrer Partei sei ein Täuschungsmanöver der Regierung Janukowytsch, um so Stimmen von den eigentlichen Oppositionsparteien abzuziehen. Da Ukraine – Vorwärts! nur 1,6 % der Wählerstimmen erreichte, wurde der Einzug in die Werchowna Rada deutlich verfehlt.
Am 27. Dezember 2012 wurde Korolewska zur Ministerin für Sozialpolitik im neugebildeten Kabinett von Mykola Asarow ernannt.
Ende März 2014 gab sie ihre Kandidatur zur Präsidentschaftswahl in der Ukraine 2014 bekannt, die sie später zurückzog.

## Privates
Korolewska ist verheiratet und hat zwei Söhne. Ihr Vater war Direktor im Bergbau, ihre Mutter arbeitete als Lehrerin. Ihr älterer Bruder Konstantin ist ebenfalls Unternehmer und lebt in Moskau, er war von 2010 bis 2011 stellvertretender russischer Minister für regionale Entwicklung.